# 格哈德·施羅德
格哈德·弗里茨·库尔特·施罗德（德語：Gerhard Fritz Kurt Schröder，發音：[ˈɡeːɐ̯haʁt fʁɪts kʊʁt ˈʃʁøːdɐ] ⓘ；1944年4月7日—），生於北萊茵-威斯特法倫的莫森貝格，德国政治家，曾任德意志聯邦共和國总理。

## 政治生涯
施罗德早年是一名律師，並於1963年加入德国社会民主党，并於1978年成为社民党的青年组织，青年社会主义者的联合会主席。1980年，施罗德作为社民党於下萨克森邦首府汉诺威选区的代表，当选德国联邦议院议员，作为一名年轻议员，他没有穿传统的西装领带而用便装出席在议会上。1986年他被推举为社民党於下萨克森邦邦议会选举的主要竞选人，与此同时，他也进入了社民党联邦委员会成为领导人之一。1990年，社民党在下萨克森邦竞选获胜，施罗德担任邦总理，三次连续获得该邦选举的胜利。

## 總理

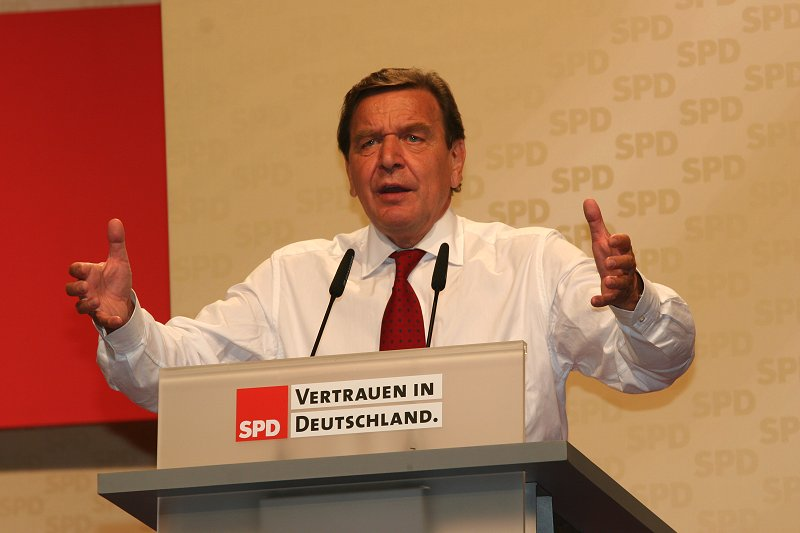
施罗德在埃斯林根演講。「德国社会民主党──相信德国」

1998年10月27日举行的联邦大选，施罗德领导的红绿联盟获胜，成功当选德国联邦总理，社民黨相隔十六年再度執政，首次聯合綠黨組建中間偏左聯合政府。
1999年，社民党主席奥斯卡·拉方丹因不滿他走第三條道路而辭職，施罗德正式接掌社民黨領導人。
2002年9月22日举行的联邦大选，由於他強烈反对美国霸权和军事冒险的强硬态度，使紅綠联盟再次取得胜利，也为施罗德赢得了又一个四年的任期。

### 外交政策

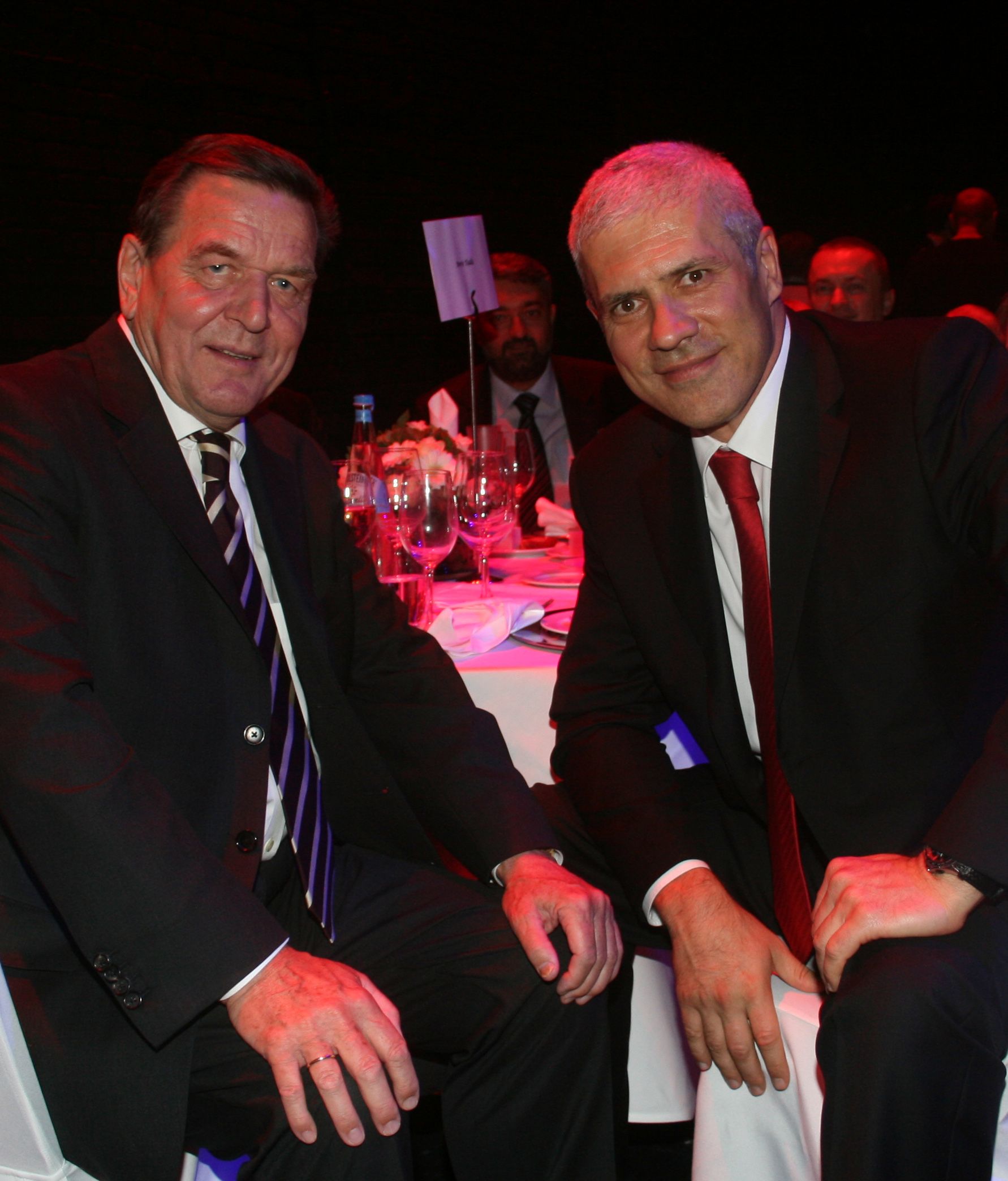
2008年10月3日施罗德在柏林与塞尔维亚总统鲍里斯·塔迪奇会面

施罗德曾出兵科索沃和阿富汗，这是二戰后德国国防军首次出现在北约以外的领土上。2001年911事件以后，由於宣称有长期与恐怖主义斗争的经验，施罗德政府亦出兵协助美国，至其離任时，德国在阿富汗驻兵达2000人，仅次於美军。
但与法国总统雅克·希拉克一起，他反对2003年伊拉克战争，拒绝提供任何军事支持。他的反对导致了两国之间的摩擦，象征着第二次世界大战以后德国作为美国最重要和亲密的伙伴关系终结。施罗德反对攻打伊拉克的观点应是出於多种原因的考虑，其中最主要的是民众的反应特别是社民党的支持者和綠党对战争的看法。
在施罗德这一系列的政治与权力的游戏中，德国与一些欧洲国家的关系变得紧张；例如奥地利、捷克共和国、西班牙和瑞士。但在位期间，德国也与俄罗斯关系发展顺利，并与同样反对新伊拉克战争的法国立场更接近。在其领导下，德国也同样扮演了反对战争和反思历史者的形象，2004年，获邀参加诺曼底登陆60年纪念，也成为了第一位获得此资格的德国总理。
施罗德在位期间也大力推动了与中国的关系，其每年皆访问中国，并对北京立场予以理解和支持，促使中国成为德国一大贸易伙伴。
在2005年聯邦大选前夕，施罗德的外交立场仍被多数德国选民所支持，这也成为了其选战中的主要宣传筹码之一。

### 国内政策
施罗德政府在内政方面采取了与英國首相托尼·布莱尔和美國總統比尔·克林顿相同的第三條道路中間路线，他们所采取的一些积极的政策获得了声誉，例如促进可再生能源，支持同性恋權利並通過近乎同性婚姻的德國民事結合，试图阻止联邦州引入大学学费等。他获得的选民支持也相当程度地来自於其所支持的2010议程这一改革项目，包括调整社会福利系统支出（国家健康保险、失业金和养老金），降低税率和改善雇佣制度。
但在位期间，德国经济不断陷入低谷，社会保障体系难以为继，失业率屡屡上升。2002年施罗德成功連任，但基民盟與社民黨的議席差距減至僅三席，施羅德中間偏左的聯合政府僅以微弱優勢取勝。之後，在民意調查內，社民党支持率下降，失业率达到战后最高水平，使得德国的“福利国家”形象受损，最终由於这一系列国内经济问题而面临反对并成为下台重要原因之一。

### 政治风格
在他的任期第一年，施罗德就以“媒体总理”闻名，由於不时采取协商来完成个人决定，其赢得了温和的形象。经过几次的改组内阁，反对党基民盟在德国联邦议会逐渐占据多数而不断發难，因此施罗德的风格有时也会因为总理办公室的授权突然的改变。
施罗德被认为是一个相当有领袖才华和魅力的政治家，他能够完成相当富有感染力的演说，思维敏捷逻辑清晰，在两届新大选之前的电视辩论中均压倒竞争对手而足够赢得大量新支持。由於拥有良好的政治形象，在多次民意测验中均显示，民众对他个人的喜好均在於对社民党本身的认可度之上。
他也被认为相当富有理想和冒险主义色彩，包括做出提前大选的决策，被大量媒体舆论认为是一种极富危险和赌博性的政治手段，即希望利用对手尚未完成充分准备和推选更有魅力的竞选人的机会而试图一口气扭转选举形势。由於在随后的选战中其确实依靠个人政治魅力以及非凡的战斗意志连续不断夺回失地，拯救了社民党的执政党地位，但又在最后一刻未能完成个人的目标而选择退出政坛，也就为增加了强烈的传奇色彩。

### 卸任總理
2004年2月他辞去主席一职，把精力集中在德国的經濟改革进程上，由弗朗茨·明特费林继任主席。民意调查显示，民众对社民党的支持到达历史新低也与他辞去主席一职有关，此时由於内政外交上的一系列问题，社民黨继续执政的前景很不被看好，民意调查显示，在野党基民盟将最终取得2006年大选的胜利。
2005年5月22日，社民党執政四十年北莱茵-威斯特法伦的州选中被基民盟擊敗，作为反应，施罗德迅速声称接受不受民众拥护的事实，会“尽快为新的联邦选举铺平道路”，於议会中首先要求自己的社民黨通过对其个人的不信任议案，进而根据宪法对总统提请解散议会提前舉行联邦大选。请求獲通过，同年9月18日举行的大选中，施罗德领导社民党相当成功地挽留和扭转了一部分选民的支持，连续追回民意率，并於最终选举中與基民盟打成平手，基民盟僅多社民黨四席，不論是基民盟和自民黨的中右派聯盟，以及社民黨和绿党的中左派聯盟均難以达到多数继续执政。最终經過三個月的聯合政府談判後，社民党与主要對手基民盟達成協議，结成「左右大联盟」聯合政府，由对手梅克尔出任总理，社民黨則擔任內閣的多數要職。施罗德宣布自己不在内阁任职，并退出政坛。2006年起施罗德於瑞士某出版社任职。
後來他出任罗斯柴尔德银行的全球经理，並成為北溪股份公司和俄罗斯石油的董事会主席，同时他也是汉诺威96足球俱乐部的董事会主席。
施罗德被外界批评与俄羅斯總統弗拉基米尔·普京互相勾结，并且涉嫌參與2022年俄羅斯入侵烏克蘭。2022年3月1日，由于施罗德被指与俄罗斯和普京往來密切，大批施罗德的下屬宣佈辭職。2022年3月8日，德國公共检察长启动了對施罗德的調查，外界指控因施罗德在俄罗斯国有企业中擔任核心角色而成為反人类罪罪犯的共犯。 同一天，他所在的政黨德國社會民主黨启动程序，準備將他開除出黨。

## 私人生活

### 成長背景
施罗德的生涯开始於工人阶级背景，然后是与政治生涯一样成功的律师工作。
施罗德出生在德国北威州代特莫尔德莫森贝格镇（Mossenberg）。他的父亲弗里茨·施罗德在施罗德出生后不久后於罗马尼亚战死。直到2001年他才知道父亲战死的地方，当时那个距离布加勒斯特西北375公里Ceanu Mare的一个村子正在当地改建公墓，他也被邀於2004年8月12日访问了那里。他的母亲埃里卡（Erika）在农场工作供养着整个家庭：她自己还有两个儿子。后来她和Paul Vosseler再婚，然而依然十分努力的工作（做清洁女工），养育着家里的5个孩子，现今住在巴特萨尔茨乌夫伦。
施罗德最初在哥廷根做售货员，在此期间他为了取得高中文凭在夜校学习。为了取得大学入学资格，施罗德努力学习，终於1966年在比勒费尔德通过了中学毕业考试。1966年到1971年他在哥廷根大学攻读法律专业，并於暑假时候靠打工来挣自己的生活费。1972年开始施罗德作为助教供职於哥廷根大学，1976年他通过了第二个律师考试，直到1990年前，他一直是一名律师。

### 婚姻生活
- Eva Schubach，1968－1972
- Anne Taschenmacher，1972－1984
- Hiltrud Hampel，1984－1997
- 多丽丝·克普夫（Doris Köpf），1997－2014，是一名记者。
- 金素妍 김소연 Kim So-Yeon，2018-

由於施羅德婚姻次數眾多，故德國人嘲笑其為奧迪人、或反過來稱奧迪汽車為「施羅德牌」：因奧迪的標誌正好是四個圓環，諷刺施羅德共戴過四次結婚指環。
施羅德的第五次婚姻為他贏得了“奧運人”的綽號，這是對奧運會五環標誌的引用。
多丽丝与前夫（电视记者）有个叫克拉拉（Klara，生於1991年）的女儿，当不在德国首都柏林的时候，施罗德夫妻及克拉拉住在汉诺威的一幢普通住宅内。2004年7月，他和他的妻子还从俄罗斯圣彼得堡领养了个叫维克多莉亚（Viktoria）的三岁女孩。

### 宗教信仰
施罗德屬於路德宗，但是個人並不虔誠，从来也没有在公共場合显现出他的信仰。1998年首次宣誓就职的时候也没有加上一句“So wahr mir Gott helfe”（真的，上帝帮助我！）之含宗教式宣誓的用語。
施罗德在回忆录中，談到與時任美國總統小布什写道：
「我认为政教分离是文明的重大进步。此外，我们有理由批评大多数伊斯兰国家，没有明确地区分宗教对社会的意义和西方标准之法制的意义。但是，当谈到美国的基督教原教旨主义者及他们对圣经的阐释时，我们也远非情愿地发现，美国也存在着相似的倾向。」

### 英語
施羅德的英語帶有很濃的德國口音，不會發清齒擦音（英語的th音），繼而以濁齒齦擦音（英語的z音）取代之。他曾把「The party is good」讀成 「Ze party is goot」，而成為德國國內電視節目的話題。這充分反映當代及新一代的德國人對英文發音的不熟悉以及總是將本國語言發音強加於外國語言之上的普遍通病。當然，清齒擦音對很多外國人都是非常不熟悉，容易犯上相同的毛病。他退出政坛後，曾於2007年到威爾斯學習英語，相信對其英語發音有長足的幫助。

## 著作
- 《抉择：我的政治生涯》（施罗德回忆录），中文版2007译林出版社

## 荣誉

### 官方勋奖
- 德国
  -  下萨克森功绩勋章（英语：Lower Saxony Order of Merit）
  -  大十字级德国功绩勋章（1999年6月30日）
  - 下萨克森州勋章（德语：Niedersächsische Landesmedaille）（1999年10月22日）
- 格鲁吉亚
  -  金羊毛勋章（2000年）
- 爱沙尼亚
  -  一级圣母之土勋章（英语：Order of the Cross of Terra Mariana）（2000年）
- 馬爾他
  -  国家功绩勋章（英语：National Order of Merit (Malta)）（2001年11月5日）
- 波蘭
  -  白鹰勋章（2002年3月4日）
- -  金鹰勋章（2003年12月5日）
- 羅馬尼亞
  -  大十字级罗马尼亚之星勋章（英语：Order of the Star of Romania）（2004年）
- 中國
  - “中国人民的老朋友”（2006年3月22日）
- -  耶莱娜女王大勋章（英语：Grand Order of Queen Jelena）（2007年）
- 西班牙
  -  骑士大十字级天主教徒伊莎贝尔勋章（英语：Order_of_Isabella_the_Catholic）
- 捷克
  -  白狮勋章（2017年）

### 荣誉市民
- 汉诺威荣誉市民（2006年2月24日授予，2022年3月15日撤销）

### 非政府组织奖项
- 德國足球協會荣誉会员（德國足球協會，2005年12月9日授予，2022年撤销）
- 多特蒙德足球俱樂部荣誉会员（多特蒙德足球俱樂部，2022年撤销）
- 黑红金国旗团荣誉成员
- 德国媒体奖（德语：Deutscher Medienpreis）（媒体控制（德语：Media Control），2005年）
- 海因里希·阿尔贝茨和平奖（德语：Heinrich-Albertz-Friedenspreis）（工人协会（德语：Arbeiterwohlfahrt），2005年颁发，2022年3月5日撤销）
- 四马二轮战车女神奖（德语：Quadriga (Preis)）（德国车间协会（德语：Werkstatt Deutschland），2007年）
- 俄羅斯科學院社会科学部通讯院士（俄羅斯科學院，2008年5月28日）